# Samuel Austin Allibone
Samuel Austin Allibone (Filadelfia, 17 aprile 1816 – Lucerna, 2 settembre 1889) è stato uno scrittore e bibliotecario statunitense.

## Biografia
Inizialmente commerciante di basso calibro, si dedicò anima e corpo alla redazione di Critical Dictionary of English literature and British and American authors (1858) e alla redazione di commenti sulla Bibbia.

## Opere
- A Review by a Layman of a Work entitled 'New Themes for the Protestant Clergy', 1852
- 'New Themes' Condemned, 1853
- Explanatory Questions on the Gospels and the Acts, 1869
- A Critical Dictionary of English Literature and British and American Authors, 3 vols (1858, 1871)
- Alphabetical Index to the New Testament, 1869.
- Union Bible Companion, 1871 (com a primeira parte publicada separadamente sob o título The Divine Origin of the Holy Scriptures)
- Poetical Quotations from Chaucer to Tennyson, 1873.  Este trabalho contém 13.600 passagens de 550 autores, classificadas sobre 435 temas.
- Prose Quotations from Socrates to Macaulay, 1875.  Este trabalho contém 8.810 citações, contendo os nomes de 544 autores e 571 temas
- Great Authors of All Ages, 1879